# Северна качулата каракара
Северната качулата каракара (Caracara cheriway) е вид птица от семейство Соколови (Falconidae). Видът е незастрашен от изчезване.

## Разпространение
Разпространен е в Аруба, Белиз, Боливия, Бразилия, Кайманови острови, Колумбия, Коста Рика, Куба, Еквадор, Салвадор, Фолкландски острови, Френска Гвиана, Гватемала, Гвиана, Хондурас, Мексико, Никарагуа, Панама, Перу, Южна Джорджия и Южни Сандвичеви острови, Суринам, Тринидад и Тобаго, САЩ и Венецуела.